# Yakınca, Yeşilyurt
Yakınca là một thị trấn thuộc huyện Yeşilyurt, tỉnh Malatya, Thổ Nhĩ Kỳ. Dân số thời điểm năm 2011 là 10.943 người.